# Peter Sendel
Peter Sendel (n. 6 martie 1972, Ilmenau, Republica Democrată Germană, Germania) este un biatlonist ce a reprezentat Germania, medaliat olimpic. A participat la 2 ediții ale Jocurilor Olimpice (1998, 2002) în care a câștigat o medalie de aur și o medalie de argint.